# زنبور انگل‌واره

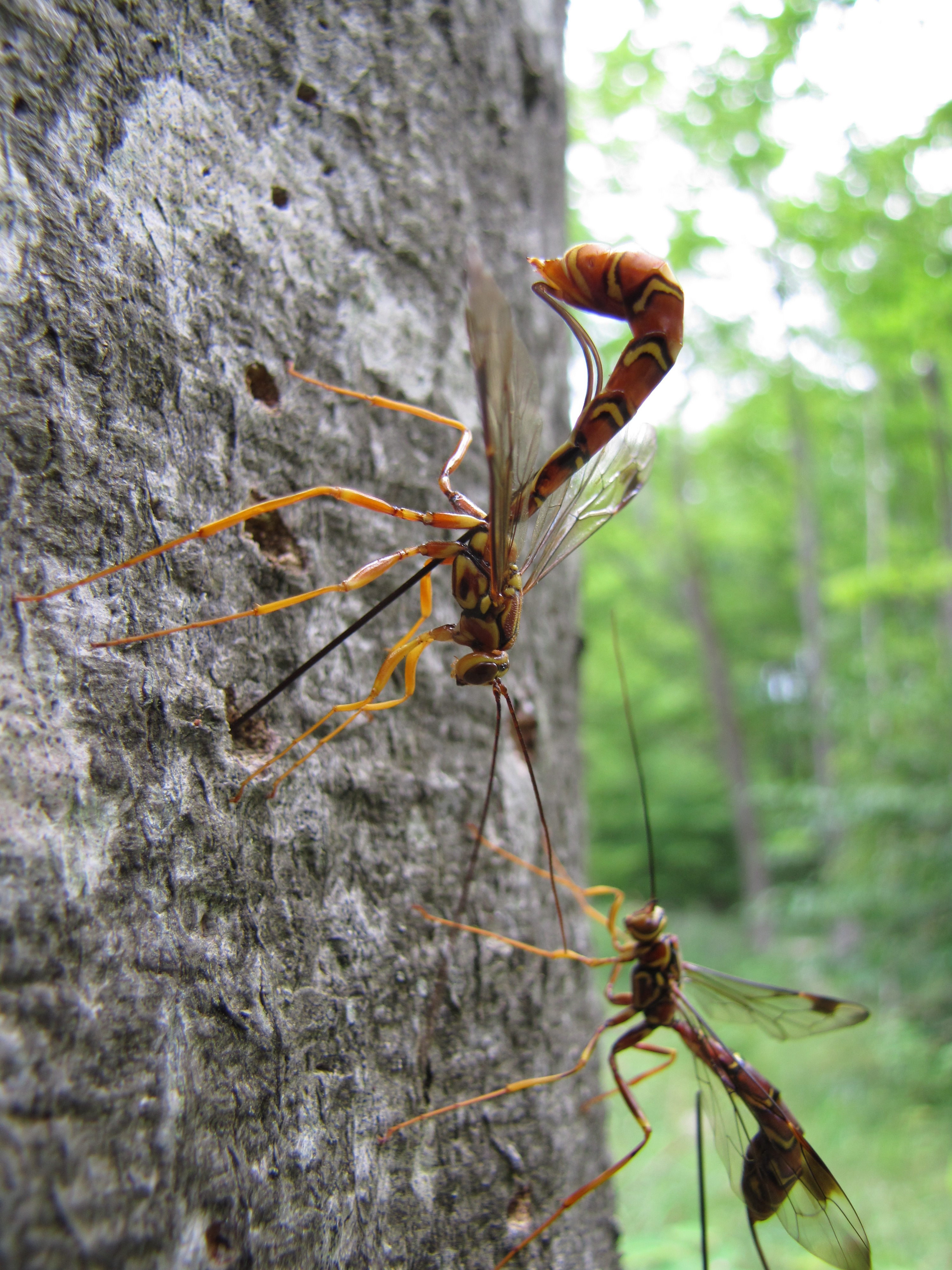
Megarhyssa macrurus (زنبور عقربی)، یک انگ‌وارهی که از طریق چوب درختدرون میزبان خود انگل‌وارهتخم‌گذاری می‌کند. بدن ماده تقریبا. طول، با یک میله تخمگذار تقریباً

زنبورهای انگل‌واره (به انگلیسی: Parasitoid wasp) گروه بزرگی از بالاتیره‌های پرده‌بالان هستند که همه آنها به جز زنبورهای چوبی (Orussoidea) در زنبورها کمرباریک جای دارند. آنها به عنوان انگل‌واره تخم‌های خود را روی یا در بدن دیگر بندپایان می‌گذارند که دیر یا زود باعث مرگ این میزبان‌ها می‌شود. گونه‌های مختلف در میزبان‌هایی از راسته‌های مختلف حشرات تخصص دارند، اغلب پروانه‌سانان، اگرچه برخی سوسک‌ها، مگس‌ها یا حشرات انتخابی هستند. زنبورهای عنکبوتی (Pompilidae) منحصراً به عنکبوت‌ها حمله می‌کنند.
زنبورهای انگل‌واره مفید در نظر گرفته می‌شوند زیرا به‌طور طبیعی جمعیت بسیاری از حشرات آفت را کنترل می‌کنند. آنها به‌طور گسترده به صورت تجاری (در کنار دیگر انگل‌واره‌ها مانند مگس ته‌پشمی) برای کنترل بیولوژیکی آفات مورد بهره‌برداری قرار می‌گیرند که مهم‌ترین گروه آنها زنبورهای ایکنومونید هستند که عمدتاً کرم پیله‌ساز پروانه‌ها و شب‌پره‌ها را شکار می‌کنند. زنبورهای براکونید که به کرم‌ها و طیف گسترده‌ای از حشرات دیگر از جمله مگس سبز حمله می‌کنند. زنبورهای مسی که تخم‌ها و لاروهای مگس سبز، مگس سفید، کاترپیلارهای کلم و حشرات پولک‌دار را انگلی می‌کنند.

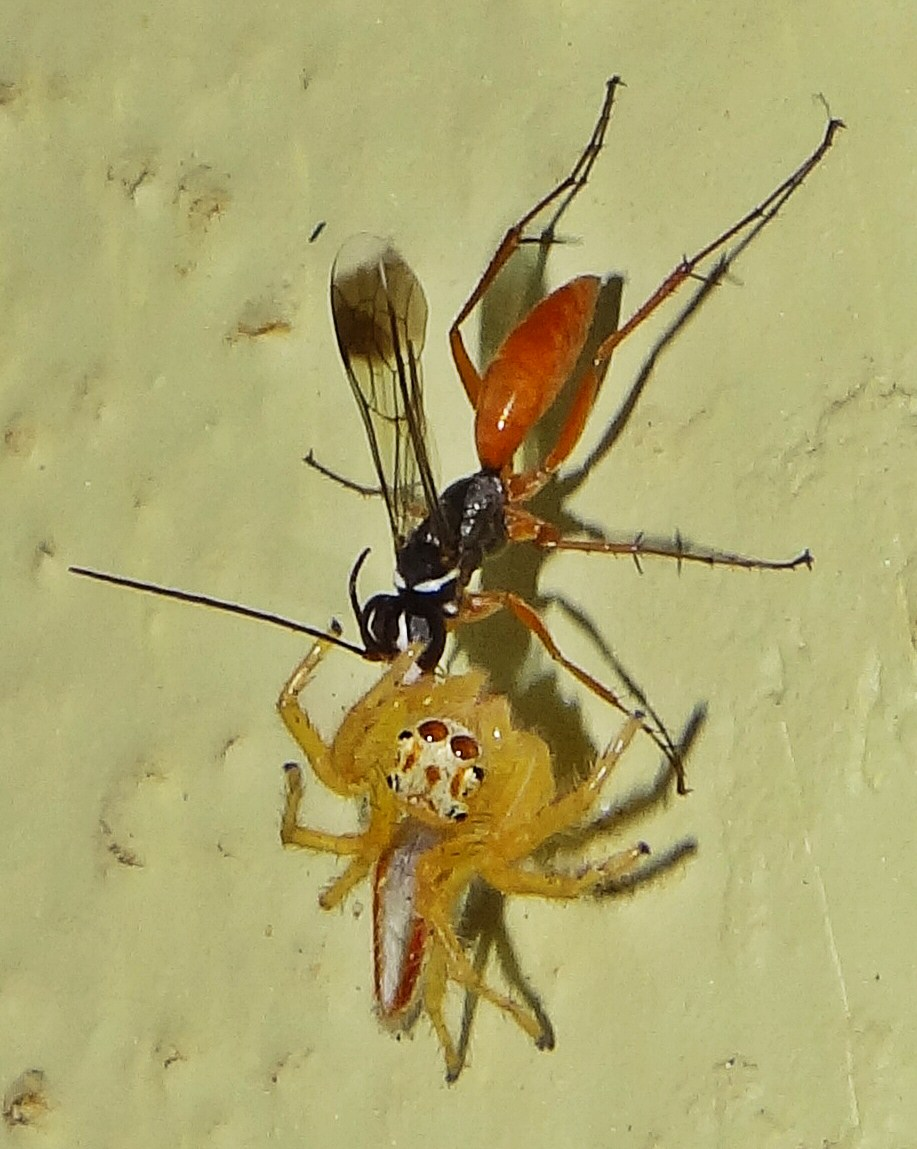
زنبور عنکبوتی (Pompilidae)، یک عنکبوت اصیل، حامل یک عنکبوت جهنده است که به تازگی فلج شده و به لانه خود بازمی‌گردد، جایی که روی آن تخم خواهد گذاشت.

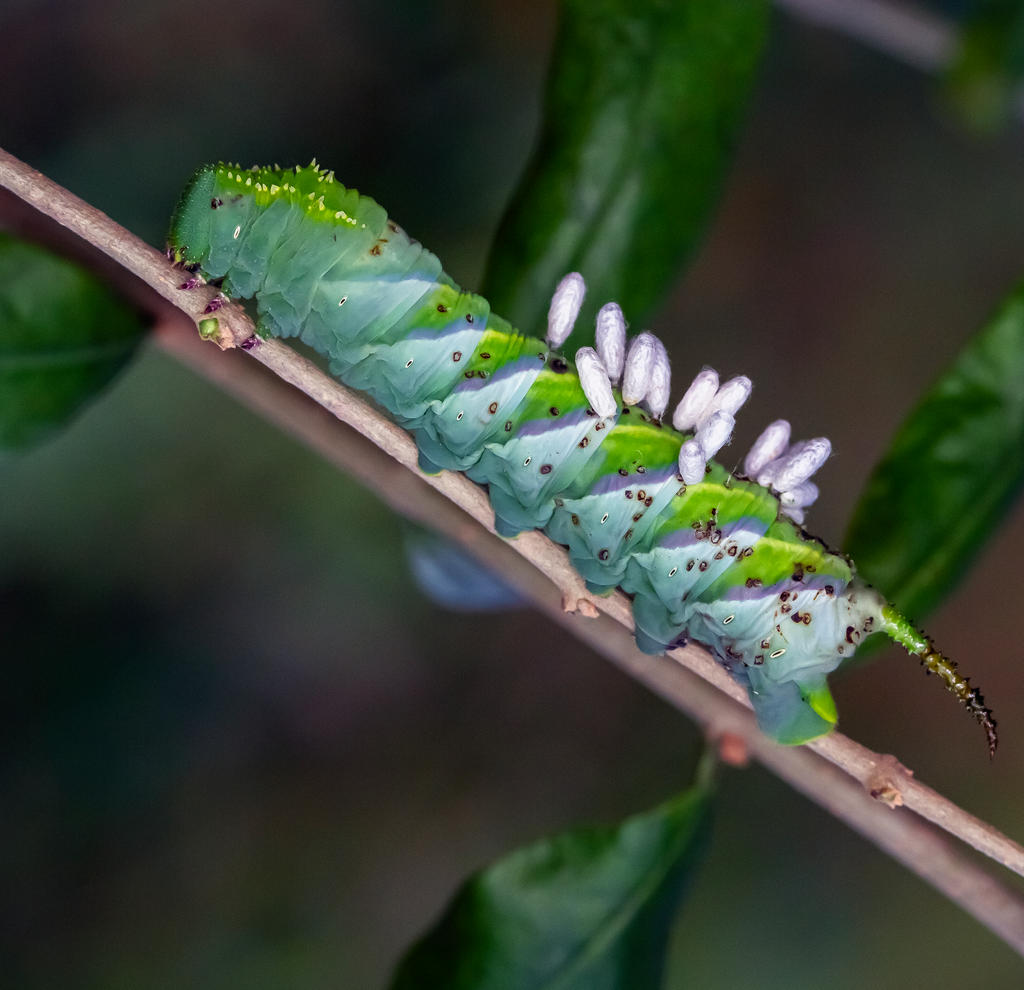
کرم شاخ با پیله زنبور انگلی

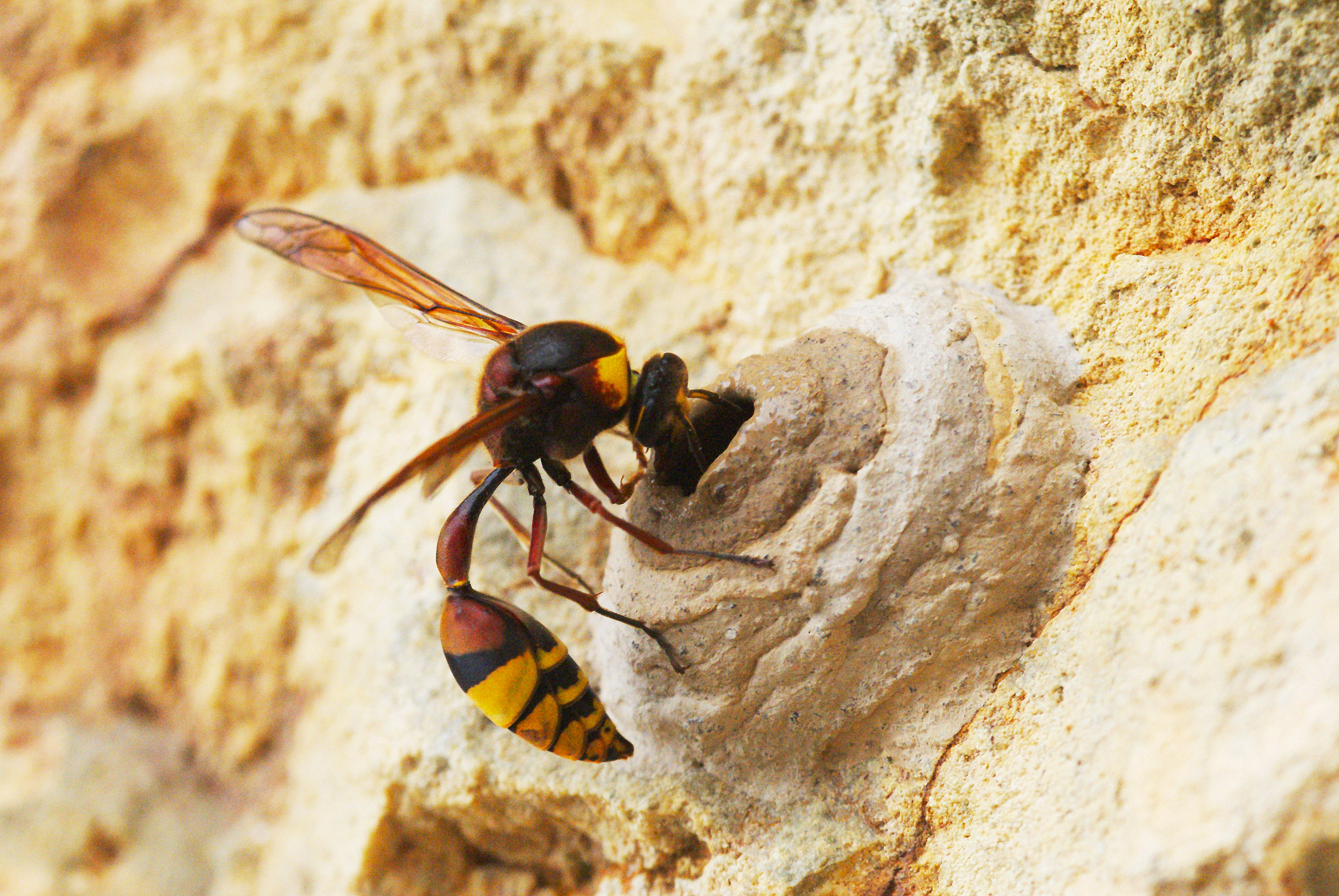
زنبور سفالگر (Eumeninae) با یک لانهٔ گلی و بی‌نظیر. سپس حشرات فلج‌شده را به آن می‌رساند و تخم‌های خود را روی آنها می‌گذارد. سپس لانه را مهر و موم می‌کند و هیچ مراقبت بیشتری برای بچه‌های خود ارائه نمی‌دهد.

همزیستی زنبور-Polydnavirus: این ویروس از تخم‌ها و لاروهای زنبور koinobiont در برابر سرکوب سیستم ایمنی توسط هموسیت‌های میزبان محافظت می‌کند.

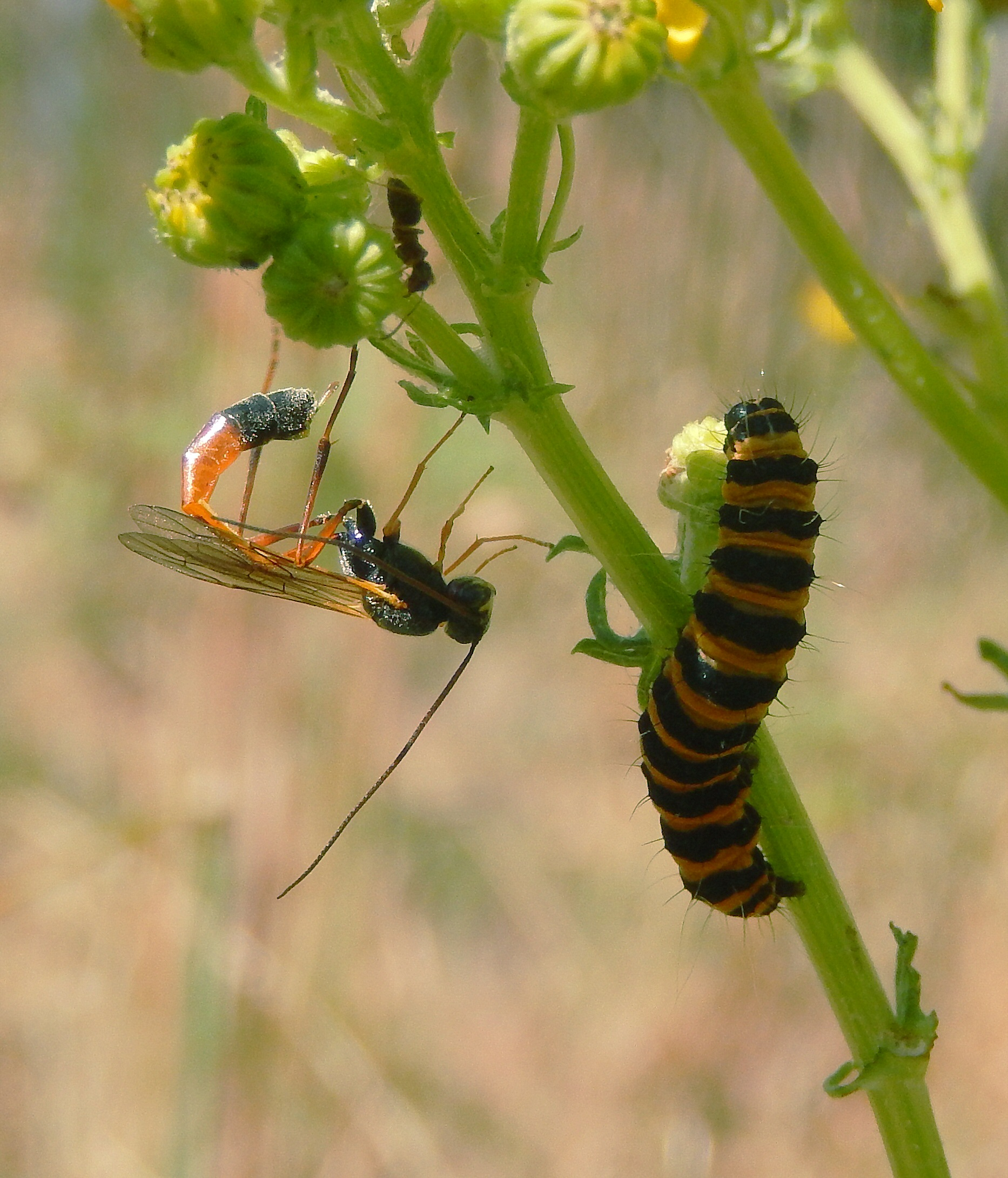
زنبور انگل‌واره (Ichneumonidae) که به لارو پروانه سینابر اشاره می‌کند، درست پس از تخم‌گذاری. لارو به شدت می‌چرخد تا از حمله جلوگیری کند.

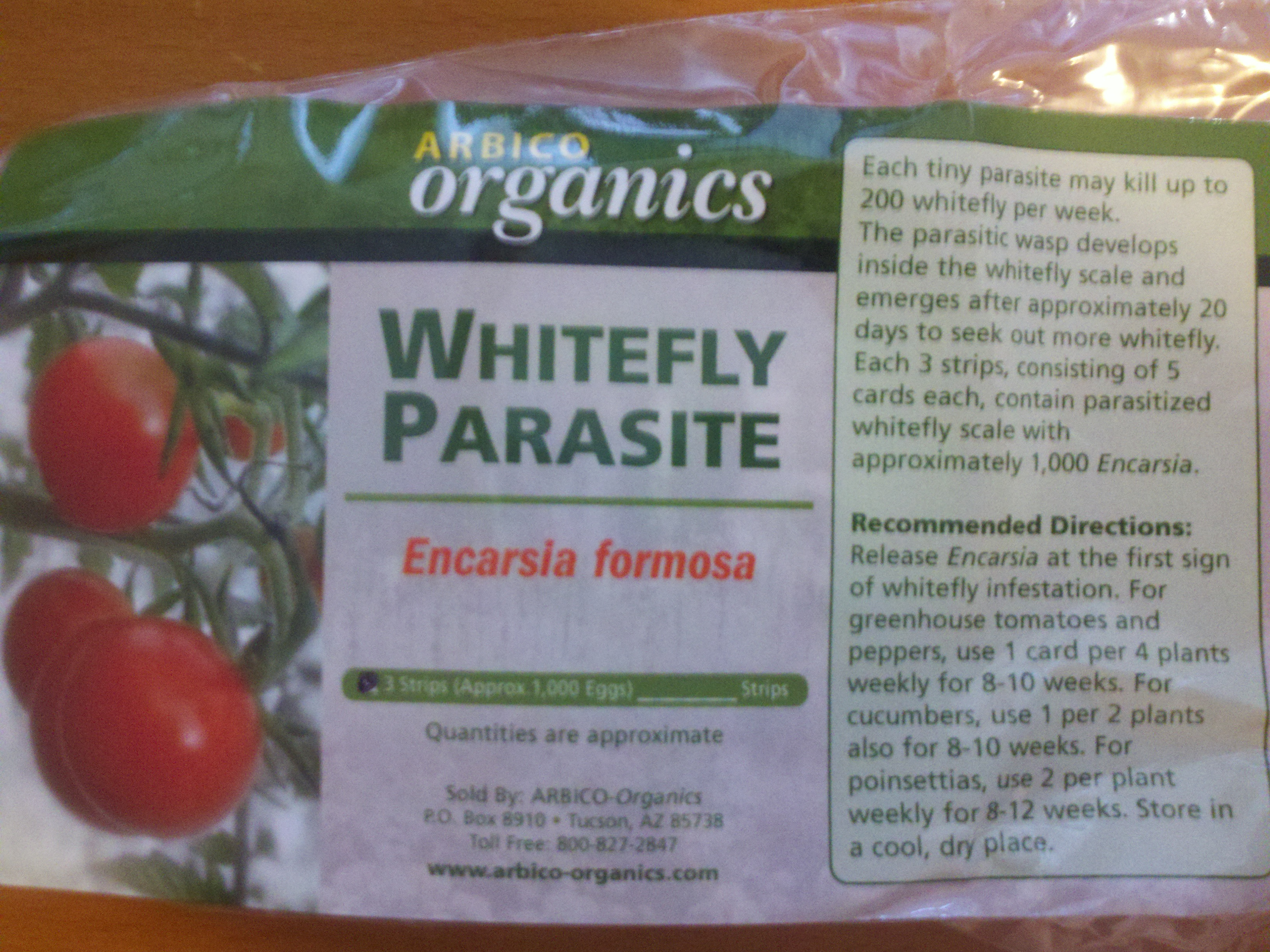
Encarsia formosa، یک زنبور آفلینید درون‌انگلی، که به صورت تجاری برای کنترل مگس سفید در گلخانه‌ها پرورش داده می‌شود.

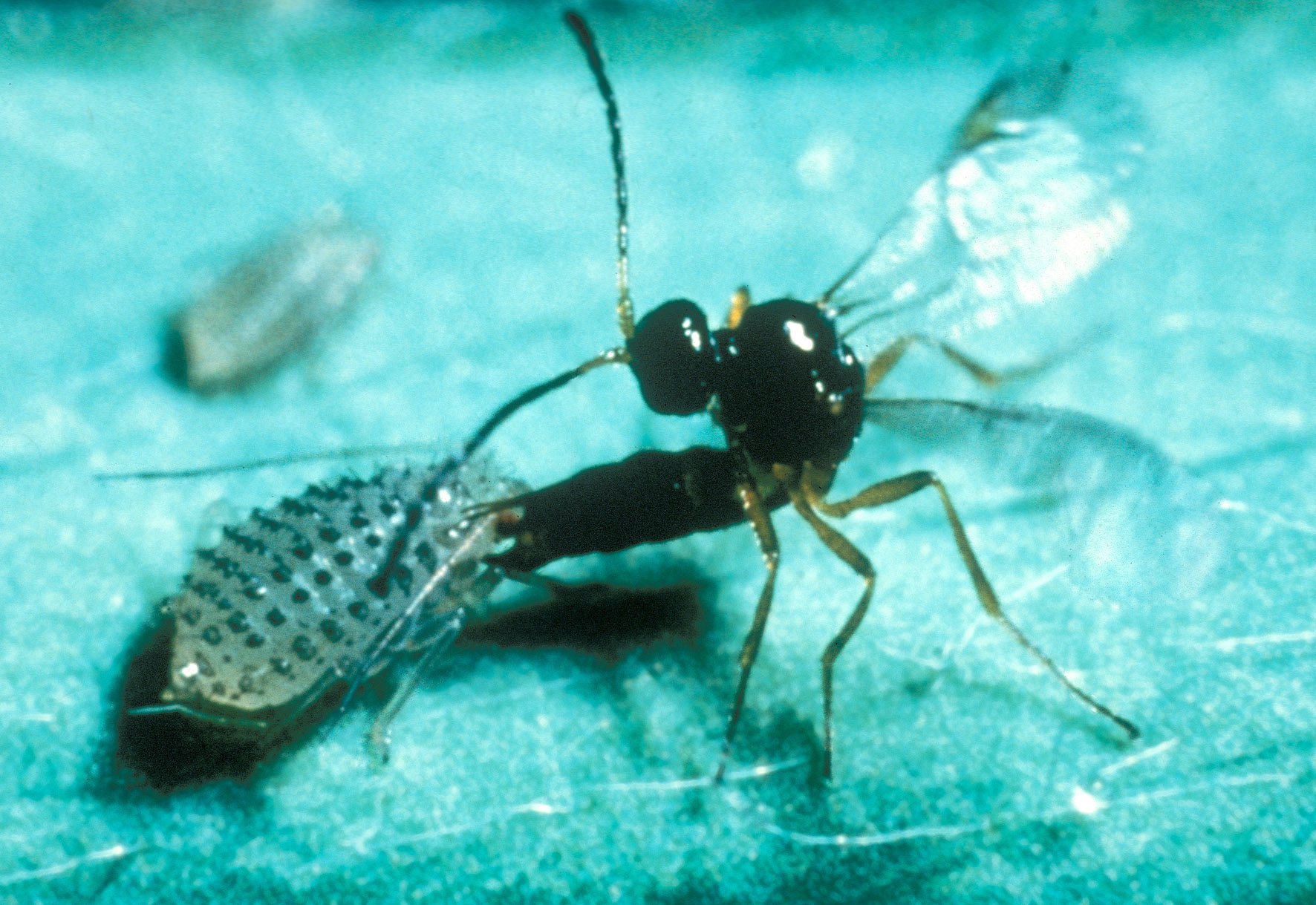
Trioxys complanatus, (Aphidiinae) تخم‌گذاری در شته یونجه خالدار، یک آفت تجاری در استرالیا.